# 6811 Kashcheev
6811 Kashcheev (1976 QP) là một tiểu hành tinh vành đai chính được phát hiện ngày 26 tháng 8 năm 1976 bởi N. S. Chernykh ở Đài vật lý thiên văn Crimean.